# Podabrus tomokoae
Podabrus tomokoae es una especie de coleóptero de la familia Cantharidae.

## Distribución geográfica
Habita en Japón.